# Dactylobiotus dervizi
Dactylobiotus dervizi är en djurart som tillhör fylumet trögkrypare, och som beskrevs av Vladimir I. Biserov 1998. Dactylobiotus dervizi ingår i släktet Dactylobiotus och familjen Macrobiotidae. Inga underarter finns listade i Catalogue of Life.